# Аза (дивізія)
143-я територіальна дивізія також Дивізія «Аза» (івр. אוגדת עזה, Уґдат Аза), Дивізія «Шуалей га-еш» (івр. עוצבת שועלי האש, Уцбат Шуалей га-еш «Вогненні лиси») — регулярна територіальна дивізія в складі південного військового округу Армії оборони Ізраїлю.

## Історія

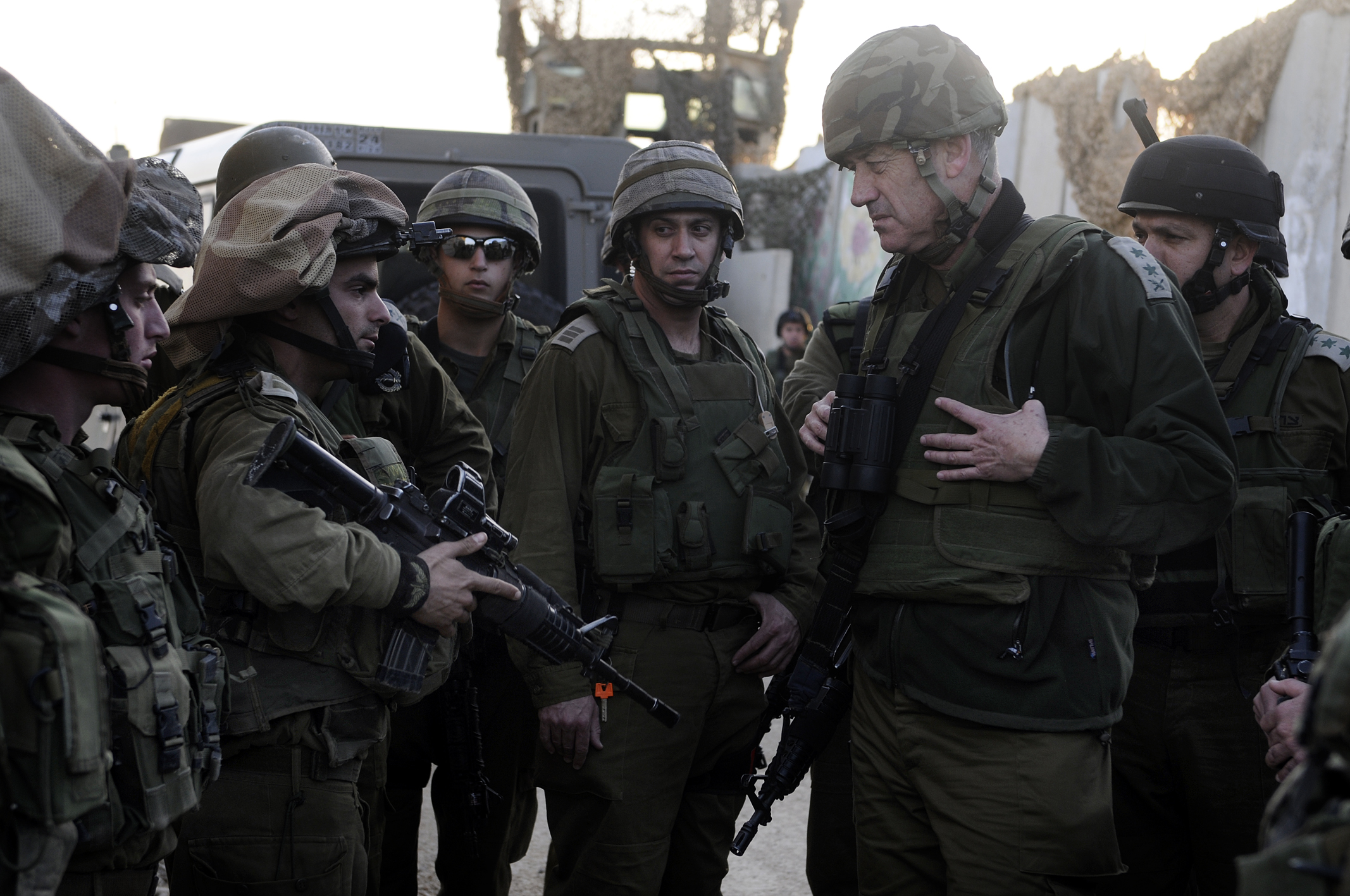
Начальник Генштабу Бені Ґанц разом з бійцями дивізії

Дивізія була заснована в 1987 році внаслідок початку Першої палестинської інтифади і отримала командування трьома бригадами: Північною бригадою, відповідальною за північну частину сектору Гази, включаючи місто Газа, Центральною бригадою, відповідальною за центральну частину сектора Газа, включаючи місто Хан-Юніс, та Південною, відповідальної за південну частину сектора Гази, включаючи місто Рафах, та за охорону кордону сектора Гази з Єгиптом.
З 1989 по 1996 рік у підпорядкуванні дивізії діяло спецпідрозділ «Шимшон» (івр. יחידת שמשון), що спеціалізувався на маскування під палестинське населення з метою ведення контр-терористичної діяльності та придушення безладу. Внаслідок Каїрської угоди 1994 року ізраїльські війська було виведено із міст сектору Гази. Центральна бригада була розформована та увійшла до складу Південної бригади. Основним завданням дивізії (крім охорони кордону з Єгиптом та контролю контрольно-пропускних пунктів на виїзді із сектора Гази до Ізраїлю) стала оборона ізраїльських поселень у секторі Гази.
У 2005 році в рамках виконання Плану одностороннього розмежування ізраїльські війська було виведено із сектору Гази. Завданням дивізії стала територіальна оборона вздовж роздільного бар'єру на кордоні Ізраїлю із сектором Гази.
Восени 2023 року дивізія опинилася в центрі вторгнення ХАМАСу: багато військовослужбовців потрапили в полон до бойовиків, а підполковника Захара Махлюфа знайшли мертвим.